# Dangerously
"Dangerously" é uma canção do cantor estadunidense Charlie Puth, gravada para seu álbum de estreia Nine Track Mind. Foi composta pelo próprio intérprete em conjunto com James Abrahart, Alexander Izquierdo, Jonathan Rotem e Infamous, sendo produzida pelos dois últimos e co-produzida pelo artista. O seu lançamento ocorreu em 1º de dezembro de 2016, através da Atlantic Records, servindo como o quarto single do disco.

## Faixas e formatos
| Download digital |               |         |  |
| N.º              | Título        | Duração |  |
| 1.               | "Dangerously" | 3:19    |  |

## Desempenho nas tabelas musicais

### Posições
| Tabela musical (2016–17)                               | Melhor posição |
| ------------------------------------------------------ | -------------- |
| Bélgica (Ultratip da Valônia)                          | 5              |
| Coreia do Sul (Gaon Music Chart)                       | 50             |
| Eslováquia (IFPI Slovenská Republika)                  | 45             |
| França (Syndicat National de l'Édition Phonographique) | 169            |
| Hungria (Magyar Hanglemezkiadók Szövetsége)            | 29             |
| Nova Zelândia (NZ Top 10 Heatseekers Singles)          | 10             |
| Chéquia (IFPI Česká Republika)                         | 35             |
| Sérvia (Pop Top Lista)                                 | 23             |

## Histórico de lançamento
| País        | Data                   | Formato           | Gravadora |
| ----------- | ---------------------- | ----------------- | --------- |
| Reino Unido | 1º de dezembro de 2016 | Rádios mainstream | Atlantic  |
| Itália      | 2 de dezembro de 2016  | Rádios mainstream | Warner    |